# Friedrich Wilhelm Mulert
Friedrich Wilhelm Mulert   (Jelgava, 19 de juny de 1859 - 1924), rus: Фридрих Вильгельмович Мулерт, Frídrikh Vilguémovitx Mulert, fou un compositor rus d'ètnia alemanya del qual pràcticament no se'n sap res.
Primerament estudià medicina, però no tardà en dedicar-se a la música, i va ser nomenat professor de violoncel de la Societat Imperial de Kiev.
Va compondre per a aquell instrument tres concerts, variacions, dues tarantel·les i tres Berceuses, i per a orquestre dues Suites.